# Vakak
Vakak ist ein kleines Vulkanfeld westsüdwestlich von Kabul in Afghanistan. 
Das Vulkanfeld besteht aus 18 Vulkanen aus Dazit und Trachyt mit einem Lavadom und möglicherweise einer alten Caldera. 